# Liste der Monuments historiques in Créhange
Die Liste der Monuments historiques in Créhange führt die Monuments historiques in der französischen Gemeinde Créhange auf.

## Liste der Bauwerke
| Bezeichnung      | Beschreibung                                     | Standort               | Kennzeichnung | Schutzstatus | Datum | Bild           |
| ---------------- | ------------------------------------------------ | ---------------------- | ------------- | ------------ | ----- | -------------- |
| Kirche St-Michel | Grabsteine des 16. Jahrhunderts in der Sakristei | Rue de l’Église (Lage) | PA00106749    | Classé       | 1889  | weitere Bilder |

## Liste der Objekte
| Bezeichnung                             | Beschreibung                          | Standort                       | Kennzeichnung | Schutzstatus | Datum | Bild |
| --------------------------------------- | ------------------------------------- | ------------------------------ | ------------- | ------------ | ----- | ---- |
| Chorschranke                            | Holz                                  | in der Kirche St-Michel (Lage) | PM57000049    | Classé       | 1984  |      |
| Grabstein des Johann V. von Kriechingen | Sandstein, zwischen 1531 und 1534     | in der Kirche St-Michel (Lage) | PM57000051    | Classé       | 1984  |      |
| Wandvertäfelung                         | Holz, Ende des 18. Jahrhunderts       | in der Kirche St-Michel (Lage) | PM57000052    | Classé       | 1984  |      |
| Kanzel                                  | Eichenholz                            | in der Kirche St-Michel (Lage) | PM57000050    | Classé       | 1984  |      |
| Chorgestühl                             | Eichenholz, Ende des 18. Jahrhunderts | in der Kirche St-Michel (Lage) | PM57000053    | Classé       | 1984  |      |